# 喬納德保洛陶
喬納德保洛陶是匈牙利的城鎮，位於該國東南部，由瓊格拉德州負責管轄，面積77.76平方公里，2011年人口2,969，其中約七成居民信奉天主教。
46°15′N 20°44′E / 46.250°N 20.733°E